# SN 2006gy
SN 2006gyは2006年9月18日に発見された、通常の超新星の10倍以上の明るさで輝いた超高輝度超新星。Robert QuimbyとP. Mondolによって最初に発見され、その後チャンドラ、リック天文台、W・M・ケック天文台などを用いて多くの天文学者チームによって観測された。2007年5月7日、アメリカ航空宇宙局はこの超新星の詳細な分析データを初めて公開し、この超新星を「これまで記録された中で最も明るい星の爆発である」と述べた。

## 特徴

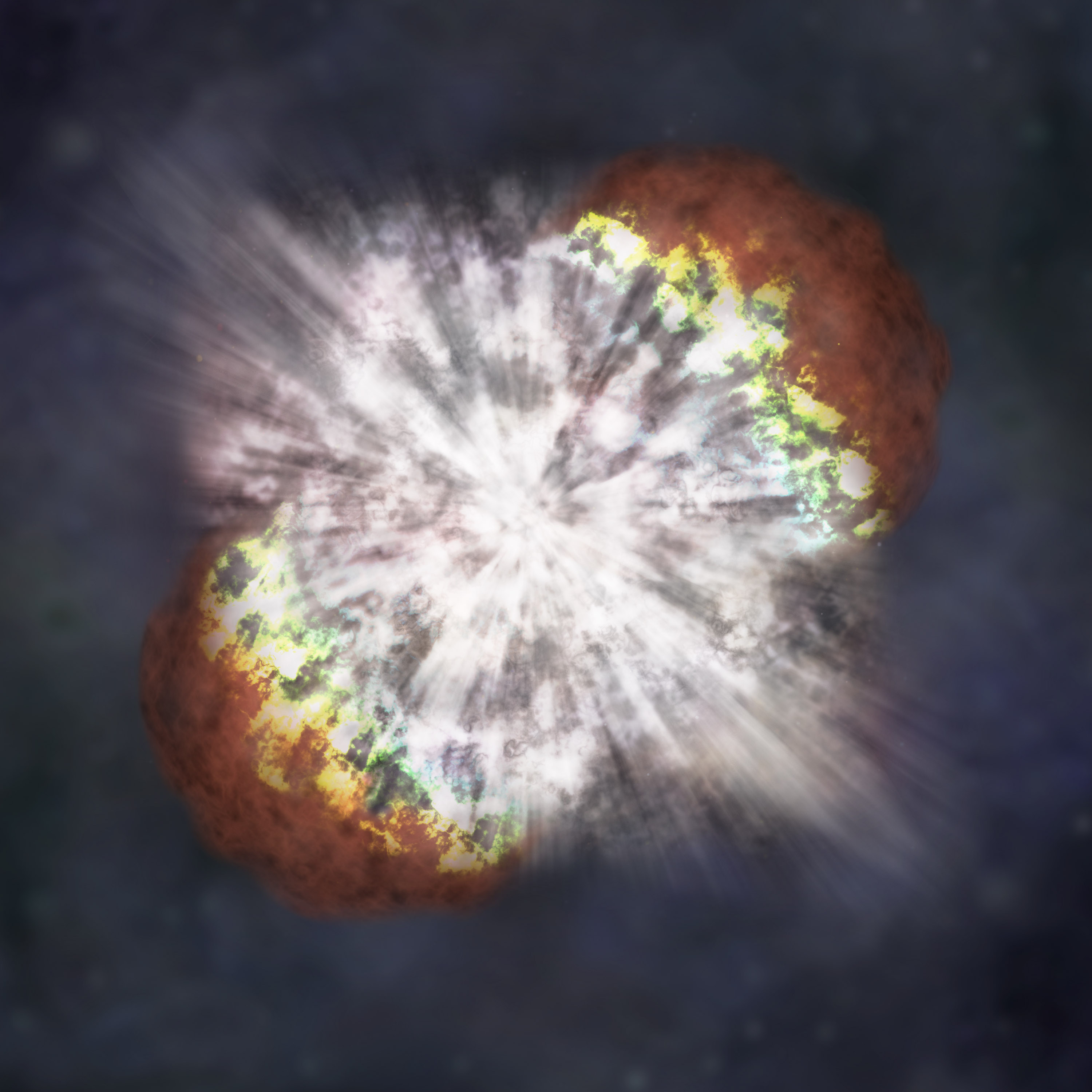
SN 2006gyの爆発の様子

SN 2006gyはペルセウス座方向のおよそ2億3800万光年離れた銀河NGC 1260の中に現れた。この爆発によって放出された運動エネルギーは1045 ジュール (J)だったと見積もられ、通常のIa型超新星爆発のエネルギー (1×1044 J ～ 2×1044 J) よりも1桁高い。異常な明るさという点が合わないものの、水素線を持っていたことから、IIn型の超新星に分類された。

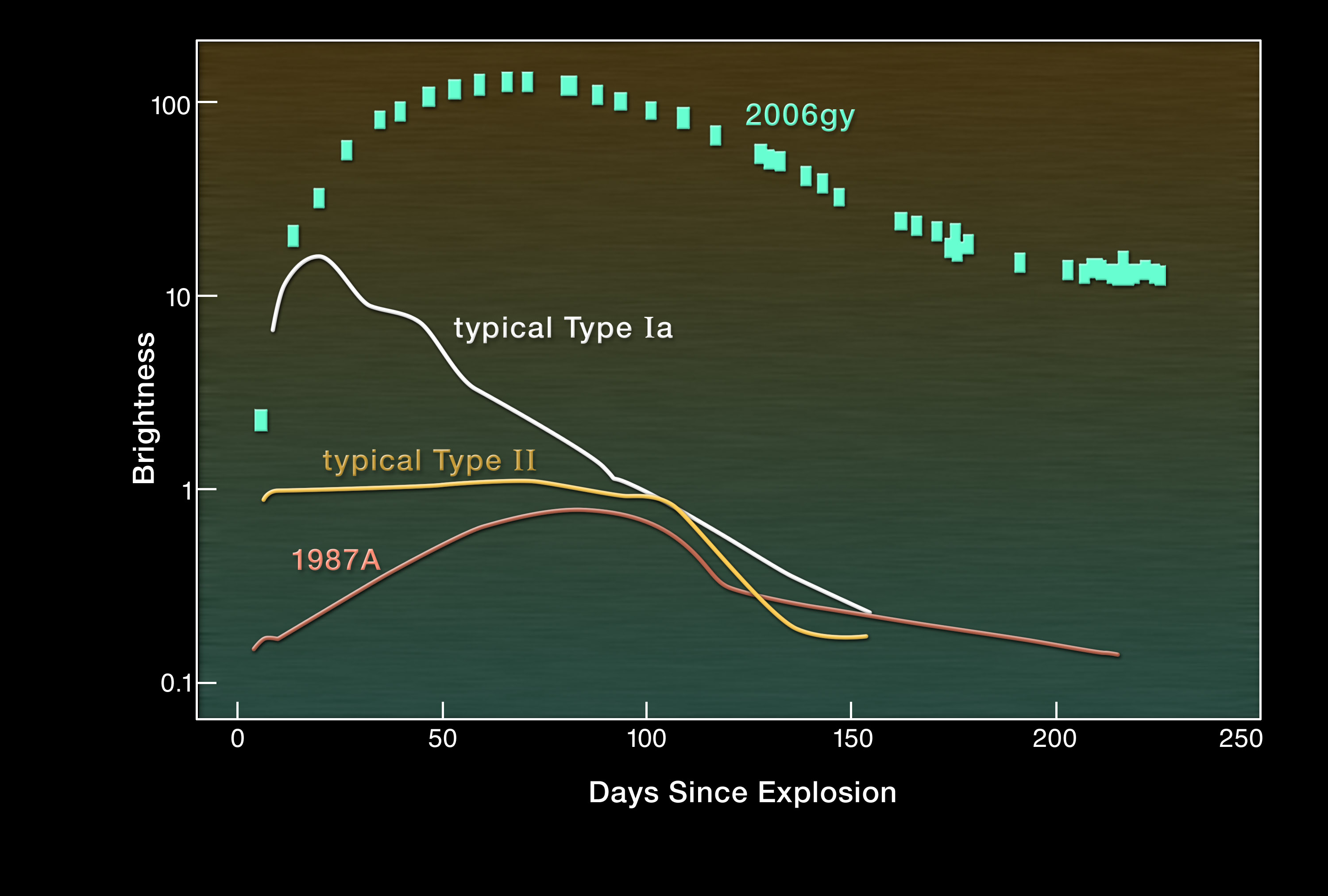
SN 2006gyの光度曲線

この超新星の明るさは、発見からおよそ70日間、12月の初めまで続き、その後徐々に収束していった。2007年5月初め、明るさは一般の超新星の明るさ程度にまで落ちた。SN 2006gyは、肉眼で観測できたSN 1987Aの100倍も明るかったにもかかわらず、距離が1400倍も遠かったため、望遠鏡を使わなければ観測できなかった。

## 理論モデル
発見当初から十数年間は、太陽の数百倍の質量を持つ恒星が対不安定型超新星となったシナリオや、太陽の数十倍の質量を持る大質量星が極超新星となったシナリオなど、大質量星の単独爆発とする説が主流であった。それに対して、2020年、マックスプランク天体物理学研究所、京都大学、広島大学等の共同研究チームにより、「白色矮星と大質量星からなる連星系において、白色矮星が大質量星に飲み込まれて共通外層を持つに至った後、白色矮星と大質量星のヘリウム核が合体して超新星爆発が起こる」というシナリオが提唱された。

### 対不安定型超新星爆発

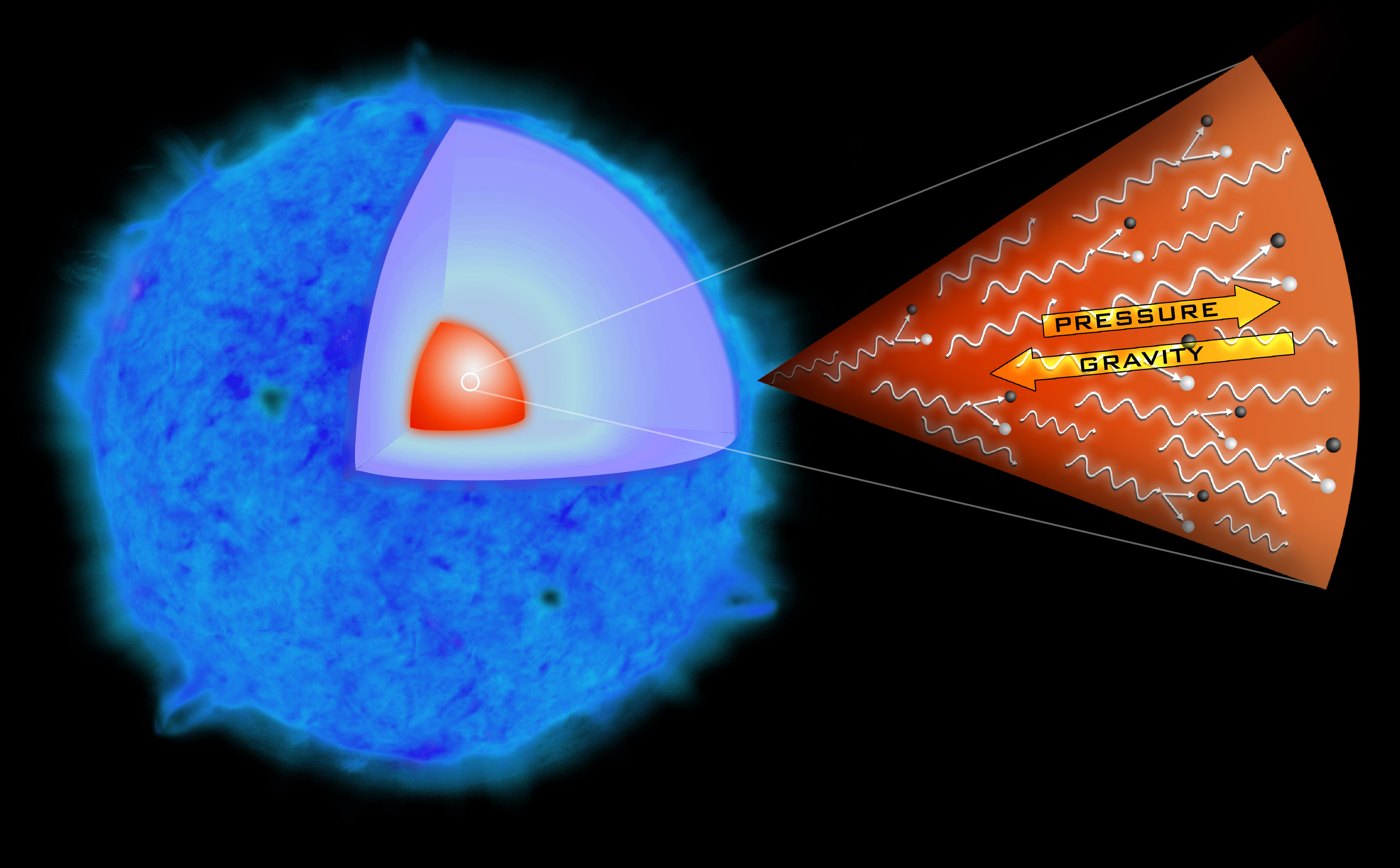
ガンマ線によって対生成が起きる様子

爆発した星は太陽の約150倍の質量の超巨星で、対生成を伴うタイプの超新星爆発だったと考えられている。対生成を伴う超新星爆発は恒星の質量が太陽の約130から250倍ととても大きい場合にのみ起こる。超巨星の核は高エネルギーのガンマ線を発しており、そのエネルギーはE=mc2の式によると電子2個分のエネルギーよりも大きい。このガンマ線は恒星の磁場と干渉し、電子と陽電子の対が生成する。これにより、ガンマ線の平均伝播距離が短くなり、恒星内部の温度の上昇がもたらされる。やがて反応が暴走し、エネルギーはどんどん核に溜め込まれ、恒星の表面は内部に落ち込み始め、核はさらに圧縮される。この圧縮と熱により核を構成する物質の急激な熱核燃焼が発生する。爆発により、恒星はブラックホールすら残さず、完全に吹き飛ばされたとされる。このような爆発は対不安定型超新星爆発と呼ばれる。
りゅうこつ座η星との類似性
りゅうこつ座η星は、地球からの距離約7500光年というわれわれの銀河系に属する超巨星で、SN 2006gyが対不安定型超新星爆発であると仮定すれば、その前駆天体と同じ程度の質量を持つと考えられている。りゅうこつ座η星はSN 2006gyより32000倍も地球に近いため、同じような超新星爆発を起こせばその明るさは10億倍も大きくなる。SN 2006gyの視等級は15等であったが、りゅうこつ座η星の場合-7.5にもなるだろうと見積もられている。SN 2006gyの発見者の一人Dave Pooleyはもしりゅうこつ座η星が同じように超新星爆発を起こせば、地球では夜でも本が読め、昼でもその明かりが見えるほどに明るくなるだろうと語っている。天体物理学者Mario Livioは、りゅうこつ座η星の超新星爆発はいつ起こっても驚くに値しないが、地球からの距離が遠いため地球上の生命への影響は低いとしている。
カルガリー大学のDenis LeahyとRachid Ouyedは、SN 2006gyはもともとクォーク星だったと主張している。

### 白色矮星と大質量星との合体によるIa型超新星爆発
2009年に川端弘治を中心としたグループは、超新星爆発が観測されてから200日後から400日後にかけてハワイ・マウナケアのすばる望遠鏡の微光天体分光撮像装置 (Faint Object Camera and Spectrograph, FOCAS) で観測したSN 2006gyの後期スペクトルのデータを発表した。このスペクトルは、既知のどの超新星爆発とも異なっており、特に「元素に起因する放射輝線の幅が狭いこと」、「8000-8500Åの辺りに未知の放射が存在すること」という点で、当時の理論予測と一致しないものであった。前者は超新星爆発の放出物質の膨張速度が通常の超新星爆発の10～15％しかないこと、後者は放出物質の性質に既知の超新星爆発と大きく異なる点があることを示していた。
川端らのグループはこの後期スペクトルの理論再解析を行い、未知の放射が中性の鉄元素によるものである可能性を見出した。理論解析から、太陽質量の0.3倍以上の鉄が放出されていれば未同定の放射輝線の波長や強度が説明できることが示され、十分な量の鉄元素を放出できるIa型超新星爆発である可能性が示唆された。超新星爆発では放出物質が高速膨張することで密度が低くなるため鉄元素はほとんどイオン化されてしまうが、SN 2006gyでは放出物質の速度が低く、密度が通常の超新星爆発より300倍ほど高くなるため、中性の鉄元素が存在できる。さらに、Ia型超新星の放出物質が大量の星周物質に向かって衝突しながら膨張した場合の挙動と光度曲線を理論計算したところ、SN 2006gyの後期スペクトルの性質や光度、光度の進化と一致することが示された。この研究結果から川端らの研究グループは、SN 2006gyはこれまで提唱されてきた大質量星の超新星爆発ではなく、白色矮星と大質量星の連星の合体によるIa型超新星爆発であるとすれば観測結果を矛盾なく説明できる、としている。